# Kurt Moylan
Kurt Scott Kaleo Moylan (* 14. Januar 1939) ist ein US-amerikanischer Politiker, der als erster gewählter Lieutenant Governor von Guam und als letzter Secretary of Guam in der Administration des Gouverneurs Carlos Camacho diente.

## Leben
Moylan ist eines von vier Kindern des Geschäftsmannes Francis "Scotty" Moylan (1916–2010) und seiner Frau Yuk Lan Ho, die chinesischer und hawaiianischer Abstammung ist. Scotty Moylan, zog nach dem Zweiten Weltkrieg von Chicago nach Guam und wurde einer der erfolgreichsten Geschäftsleute der Insel. Kurt Moylan hat drei Geschwister – Richard, Lena und Francis Jr. Moylan ist mit Judith A. Moylan verheiratet, das Paar hat vier Kinder. Eines davon, Kaleo Moylan wurde von 2003 bis 2007 auch zum Vizegouverneur von Guam.